# Bokorvány
Bokorvány (Bucuroaia), település Romániában, a Partiumban, Bihar megyében.

## Fekvése
A Király-erdő alatt, a Bukorvány-patak mellett, Magyarcsékétől északra, Félixfürdőtől keletre, Kótliget északi szomszédjában  fekvő település.

## Története
Bokorvány nevét 1508-ban említette először oklevél Bokorvanya néven.
1808-ban Bukorvány, Bukurvany, 1913-ban Bokorvány néven írták.
A 16. század végeig a Csanád nemzetségből származó Thelegdyek birtokai közé tartozott.
Az 1800-as évek első felében Vallaszky János és Zsomje Trandafil birtoka volt.
1910-ben 610 lakosából 13 magyar, 597 román volt. Ebből 600 görögkeleti ortodox volt.
A trianoni békeszerződés előtt Bihar vármegye Magyarcsékei járásához tartozott.

## Nevezetességek
- Ortodox temploma 1743-ban épült.